# شاه‌مار بیابانی
شاه‌مار بیابانی (نام علمی: Lampropeltis splendida) نام یک گونه از سرده شه‌مار است.